# Margit-sziget
A Margit-sziget (németül: Margareteninsel, törökül: Kızadası, a középkorban: Nyulak szigete) 2,5 km hosszú, 500 méter széles, 0,965 km2 (96,5 hektár) méretű sziget a Dunán, Budapest területén, Margitsziget néven (egybeírva) a főváros egyik városrésze. Önkormányzati felügyelete 2013. július 20-áig Budapest XIII. kerületéhez tartozott, azóta a főváros közvetlen igazgatása alá tartozik, egyedi irányítószámmal (1007).
Két szállodán, vendéglátóipari egységeken, sport- és fürdőlétesítményeken, a szabadtéri színpadon, illetve a Margit-szigeti víztornyot leszámítva egyéb épület nem áll rajta, mivel az egész sziget a fővárosiak óriási parkja középkori szakrális építészeti emlékekkel, szoborsétányokkal, kisebb tavakkal, szökőkúttal és állatkerttel. A gépjárműforgalom – az autóbuszok és a taxik kivételével – tilos, várakozásra az Árpád hídról megközelíthető parkoló szolgál. A szigetet délen a Margit híd, északon pedig az Árpád híd köti össze a főváros budai és a pesti oldalának partjaival.
A 14. század előtt a szigetet Insula leporumnak (Nyulak szigete) hívták. Középkori eredetű romjai emlékeztetnek a vallási központként betöltött jelentőségére. Mai megjelenését három különálló sziget, a Festő, a Fürdő és a Nyulak-szigetének összekapcsolásával fejlesztették ki a 19. század végén, a Duna folyásának szabályozására. Eredetileg a sziget 102,5 méterrel volt a tengerszint felett, most azonban az árvizek kezelése miatt ez az érték 104,85 méter.
A Központi Statisztikai Hivatal 2018-as adatai szerint a szigeten mindössze hat fő élt, három lakásban.

## Elnevezései

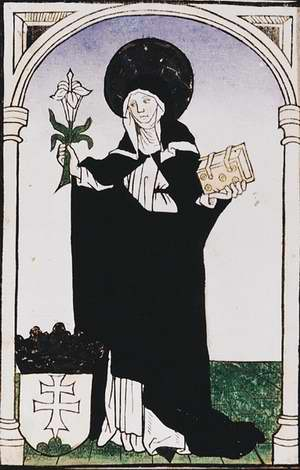
Árpád-házi Szent Margit, a sziget névadója

A Margit-szigetnek számos neve volt, mielőtt mai elnevezése meghonosodott volna. A 13. században Nyulak szigete, Urak szigete, Nyúl-sziget, Budai-sziget, Boldogasszony szigete neveken volt ismert, de a 17. században már majdnem a mai nevén, Szent Margit szigete alakban találkozunk vele. Ezt az elnevezést Árpád-házi Szent Margitról, IV. Béla király lányáról kapta, aki a királynak a tatárjárás alatt tett fogadalmához híven a Domonkos-rend apácakolostorában élt itt a 13. században. Nevezték még Szent András szigetének is, majd pedig az ott volt vallási helyek után Boldogságos Szűz Mária vagy röviden Boldogasszony szigetének. A törökök, valószínűleg az ott élt és a magyarok által sűrűn emlegetett, de onnan elmenekült apácák után Lány-sziget, Kyszadaszi néven emlegették, ha szó esett róla. A Nyulak szigetének latin elnevezése Insula leporum volt. A legenda szó szerint azt írja, hogy a Boldogasszony szigete „annak elötte mondatik vala Nyulak szigetének”. Az Insula leporum valóban fordítható így is a latin lepus (’nyúl’) szó alapján, de a szerkezet származhat a lepor (’ékesség, dísz’) szóból is, ez esetben jelentése: Ékességek szigete. Trogmayer Ottó régész szerint a Nyulak szigete elírás is lehet, hiszen a latin név egy betű kihagyásával (hibás másolásával) keletkezhetett a leprások szigete latinul: Insula leprorum szóból is. Az itt épült ispotályok és a terület várostól elszigetelt volta valószínűsíti a régész feltevését.
Az 1790-es évektől Palatinus-, vagy magyarosan Nádor-szigetnek hívták, mivel ekkor az ország nádora volt a tulajdonosa.

### Írásmódja
Közigazgatási értelemben (mint városrészt) egybeírják, természetföldrajzi értelemben (mint szigetet) pedig kötőjellel. Ha nem lehet eldönteni, hogy melyik értelmezésről van szó, hagyományosan az egyszerűbb megoldást, az egybeírást javasolják. Ez az oka annak, hogy általában egybeírva olvashatjuk a sziget nevét, hasonlóan a Gellért-hegy nevéhez, amit szintén gyakrabban írnak egybe.

## Földrajza

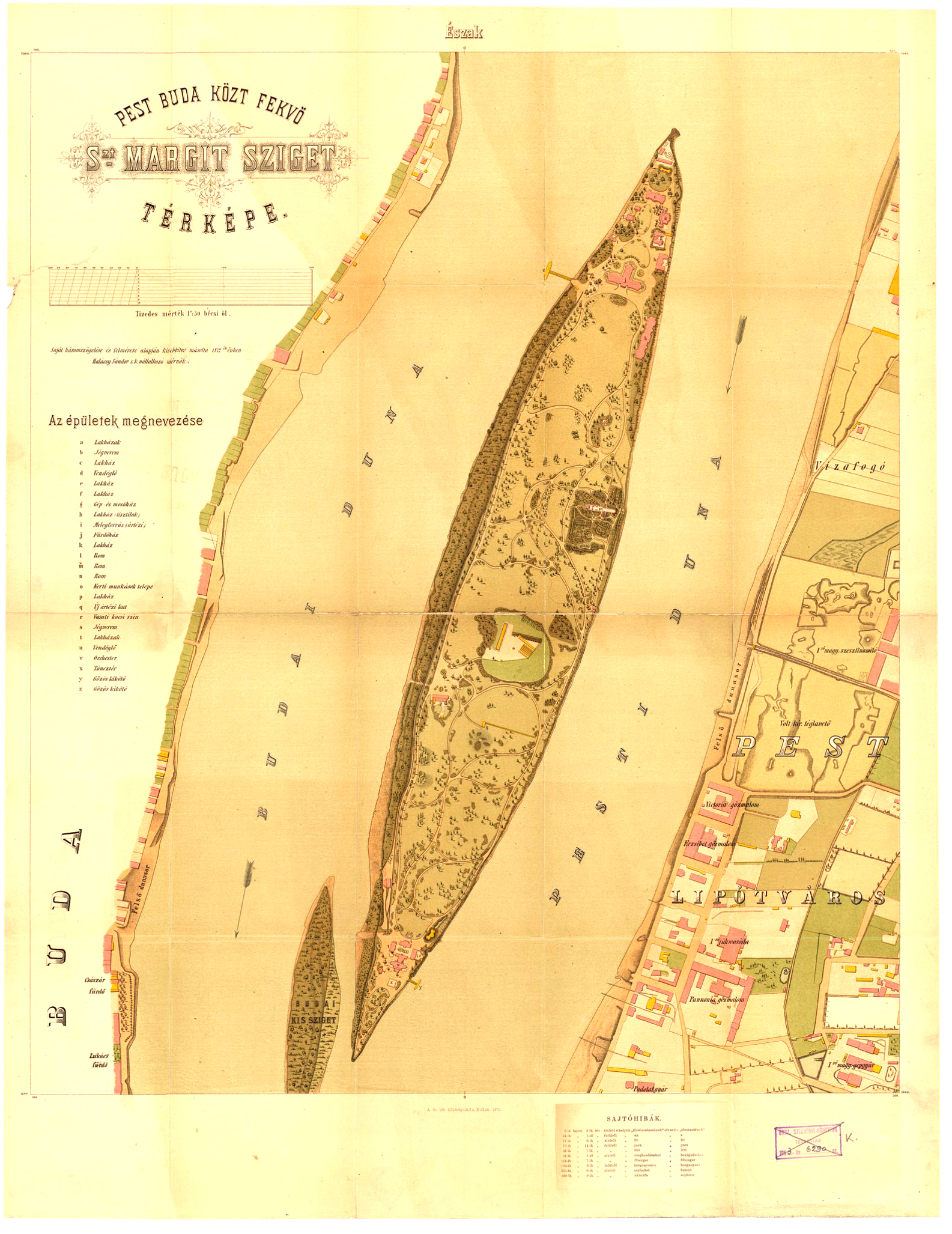
Térkép 1872-ből, melyen még megfigyelhető a déli csúcsnál a különálló Festő-sziget

A budai oldalon a II. és a III., a pesti oldalon a XIII. kerülettel egy vonalban található. A sziget kb. 2800 méter hosszú, legszélesebb pontján (a középrészen) kb. 500 m széles, területe mintegy 96,5 hektár (600 hold).
A sziget a 19. század vége előtt több kisebb-nagyobb szigetből, homokzátonyból állt. Ezek közül a kisebbeket vagy elkotorták, vagy feltöltéssel a legnagyobbhoz kapcsolták. A mai déli csúcs különálló sziget (bozóttal benőtt homokzátony) volt, melyet három néven is ismertek: Budai-, Kis- vagy Festő-sziget néven, mely utóbbi nevet a rajta festegető művészekről kapta. Az északi csúcsnál lévő kis szigetet Fürdő-szigetnek nevezték, nevét onnan kapta, hogy ötven-hatvan hőforrás volt megtalálható rajta. Ezt a kis szigetet 1873-ban kotorták el.
… fakadnak föl meleg források a Duna medrében is. Így a Bomba-tér és lánczhid közötti vonalban Buda felől, s a volt Fürdő-sziget helyén. Ez az 1874 óta már nem létező sziget a Margit-szigeten valamivel fölül még a múlt években csekély vízálláskor látható volt, mint hosszú keskeny zátony. Ezen, mintegy 4 lábnyi Dunavizálláskor, 700 lépés hosszú és mintegy 150 széles szigeten nem kevesebb mint 50—60 meleg forrást számláltak meg a zátony Buda felőli részén. Ma már a szabályozás kotrógépe a Duna fenekével egyenlővé tette e szigetet s a rajta volt források csak a Duna fenekén fognak felbuzogni 3 talán, mint ezelőtt mindig, meggátolni a Duna befagyását környékükben.
Mai formájához képest a sziget nemcsak észak-dél, de kelet-nyugati irányban is sokkal keskenyebb volt, nyugati irányban eredetileg alig terjedt túl a mai autóúton.. A 19. század végén kezdték meg a sziget fokozatos kiépítését, nagyobbítását, amelyet a fő sziget és a Festő-sziget közötti Duna-ág elzárásával kezdtek, a két osztóművel folytattak, mielőtt 1900-ban a Margit hídról a szigetre vezető leágazás elkészült. Az 1920-as években pedig befejezték a nyugati oldal feltöltését és kiépültek az árvízvédelmi partfalak. Az Árpád híd építésekor hosszabbították meg az északi szigetcsúcsot.

## Élővilága

### Flóra
A Margit-sziget első kertészeti emléke a Domonkos-rendi apácák kolostorkertje, ahol fűszer- és gyógynövényeket is termesztettek. Az első parkosítást Habsburg–Lotaringiai Sándor Lipót magyar nádor kezdte el, akinek az országgyűlés 1790-ben odaadományozta a szigetet. A nádor schönbrunni mintára kezdte kiépíteni a tulajdonát. 1795-től már József nádor birtokolta a szigetet, aki külföldi példák hatására a sziget parkosításának folytatását főkertészére, Tost Károlyra bízta.

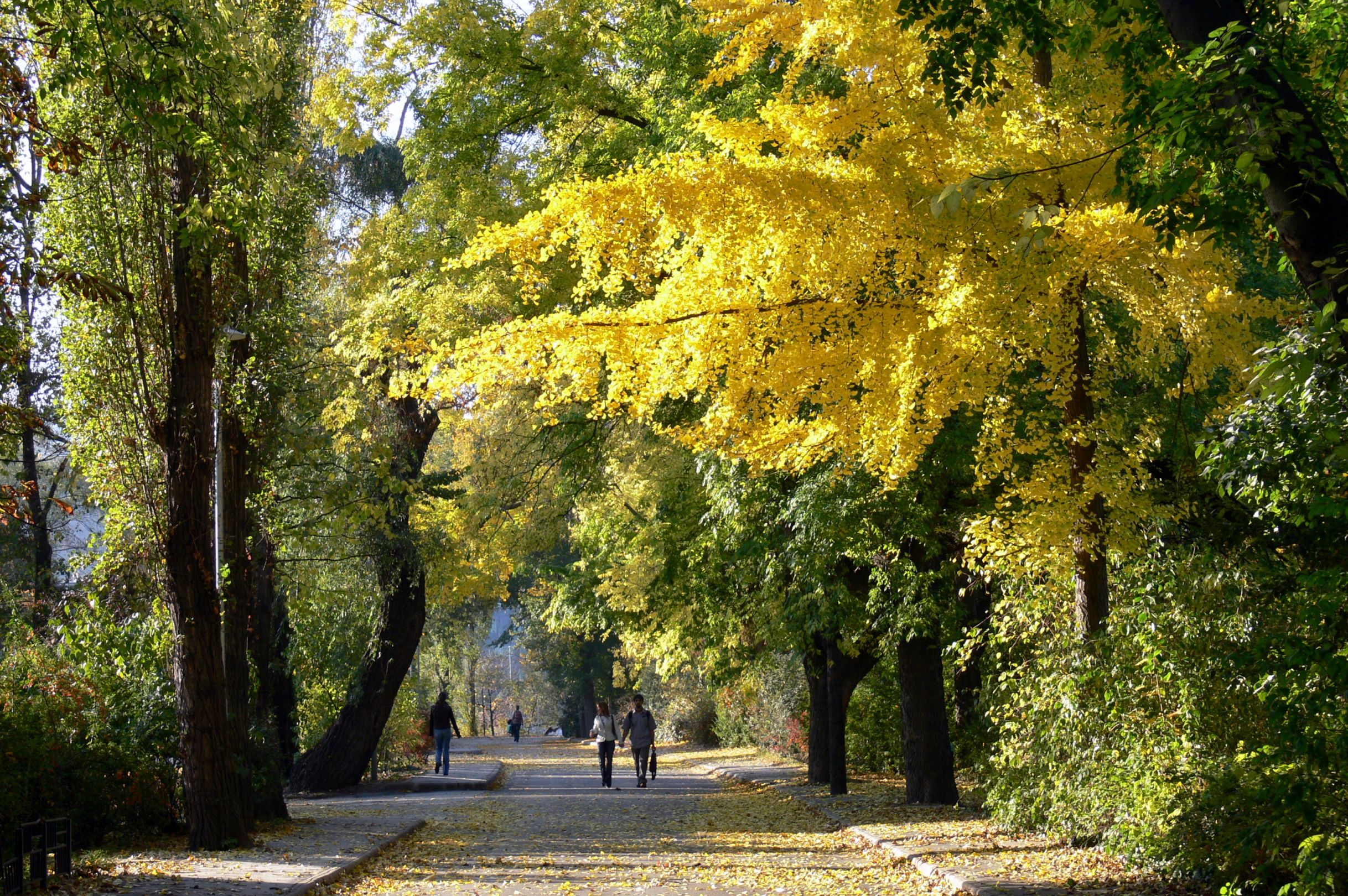
Árnyas margitszigeti sétány

A nádor mintegy 300 fafaj meghonosítását kezdeményezte a Margit-szigeten, és alcsúti kastélyának parkjában egyaránt, így például ők telepítették először az azóta általánosan elterjedt díszfát, a platánt. 2011-ben a sziget legidősebb fájának egy akkor 210 éves narancseperfát tartottak.

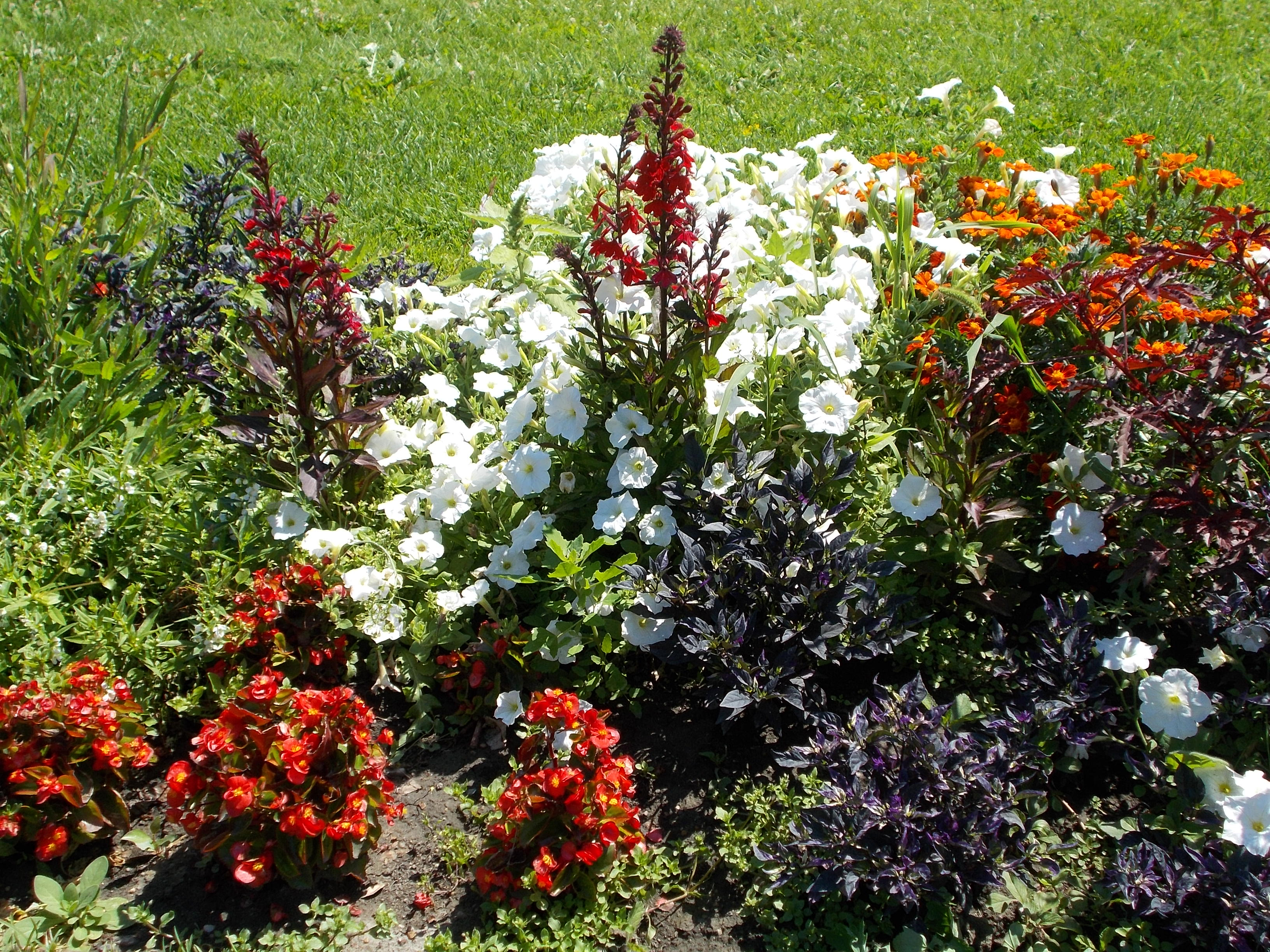
Virágágyás díszvirágokkal

A természetes növényzetből mára nem sok maradt, ide tartoznak az Arany János által is megénekelt tölgyek, melyek közel 150 évesek, tehát a költő életében még fiatal kis fák lehettek. Főként a parti részeken gyakoriak a nyárfák (a partot többnyire jegenyenyár szegélyezi), a füzek, a kőrisek és a szilek. A sétányok mentén látható a nyugati ostorfa. A parkos részeken sok az (igen idős) platán, a vadgesztenye (bokrétafa), illetve a hársak. Gyakoriak a tűlevelűek (tiszafa, lucfenyő, feketefenyő, erdeifenyő), a már említett tölgyek (kocsányos-, kocsánytalan- és csertölgy), a juharok (mezei-, és korai juhar) és a gyertyán. Ezen kívül előfordulnak nyírek, különböző berkenyefajok, az akác, a szelídgesztenye, az ostorménfa és a fekete dió, a cserjék közül pedig főként a fagyal, a som, a galagonya, illetve a közönséges kecskerágó.
Ritkaságok is fellelhetőek, mint például az elegáns páfrányfenyő, a szintén Távol-Keletről származó kínai mamutfenyő, az amerikai mocsárciprus és a narancseperfa. Az angolkertben mintegy 8500 faegyed él, a cserjék száma pedig ennek többszöröse, ami nemcsak a főváros egyik nagy közparkjává, hanem Európa egyik legszebb dendrológiai parkjává is teszi a Margitszigetet. A Főkert nagy gondot fordít a nyári időszakban zsúfolt park növényzetének ápolására.

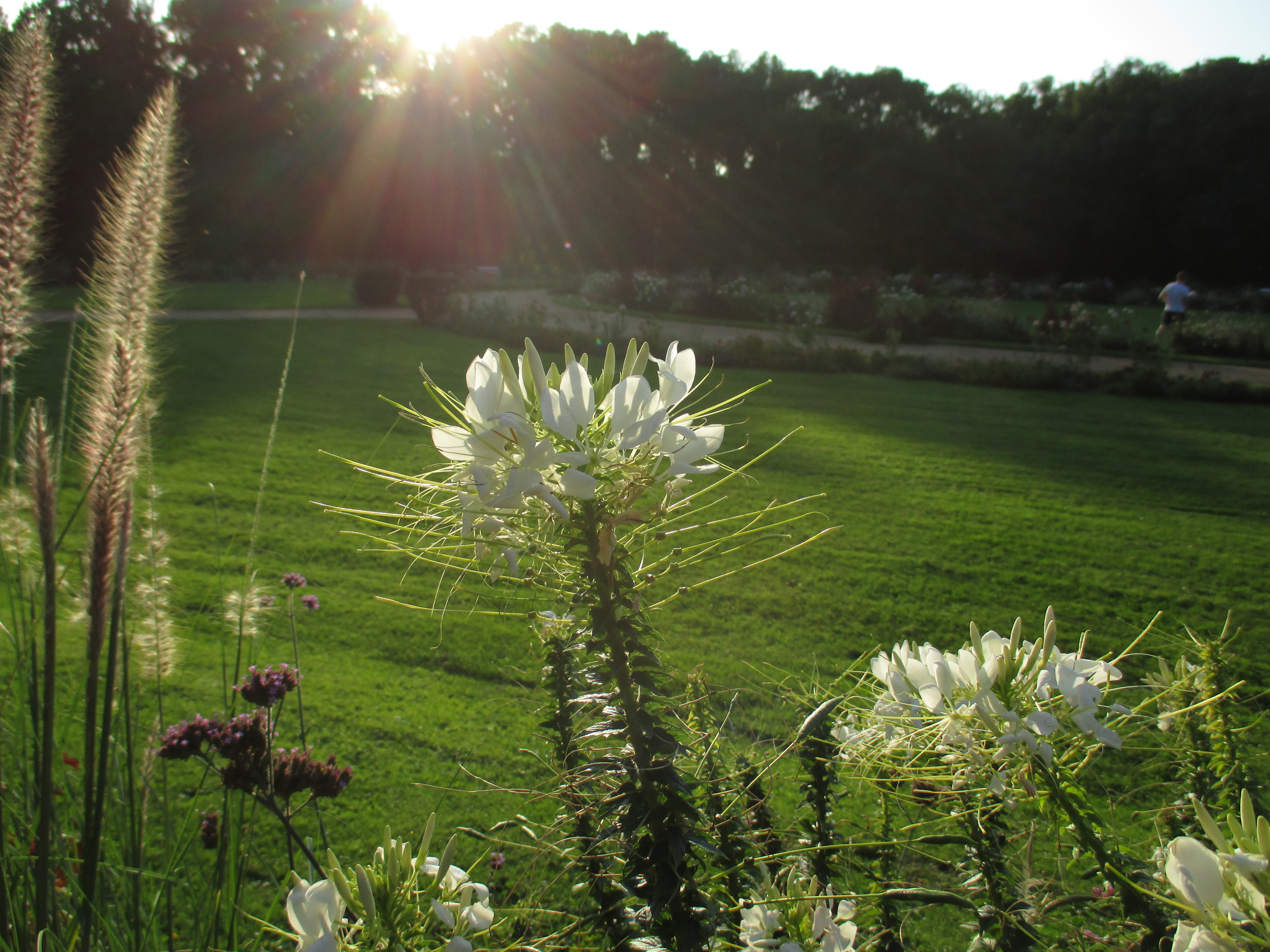
Díszvirágok

### Fauna
A változatos növényzet sokféle állatot vonz. A lepkék közül gyakran feltűnik a káposztalepke. A sok idős fa vonzza a harkályfélékhez tartozó közép- és nagy fakopáncsot, illetve a cinegeféléket (széncinege), de gyakoriak más énekesmadarak is, mint például az erdei pinty. A barátposzáta, a fülemüle és a vörösbegy kedvelik a sűrű aljnövényzetű részeket. A fülemülék dala késő tavaszi, kora nyári jellegzetessége a szigetnek. A bokrokból gyakran szól a fekete rigó is. Főleg a nyíltabb részeken dominálnak a varjúféléket képviselő dolmányos és vetési varjú, valamint a szarka. A ragadozó madarak közül előfordulhat a karvaly, a macskabagoly, de fészkelt már itt kabasólyom is. Télen sok madarat vonzanak a etetők (például csuszka), de bejárnak ide táplálkozni a danka- és az ezüstsirályok is. Főként inváziós időszakban csapatokban jelenhet meg a csonttollú és az igen apró királykák (a sárgafejű és a tüzesfejű királyka) is szemünk elé kerülhetnek. Az emlősök közül legismertebb a főleg szürkületkor mászkáló keleti sün és a fák között ugráló mókusok.

## Története

### Ókor
A korábban általános vélemény szerint a Margit-szigeten is lenniük kellett római építményeknek, hiszen valószínűtlennek tűnt, hogy a rómaiak ne foglalták volna el a szigetet. A 19. században több kutató úgy vélte, hogy a sziget északnyugati és keleti partjánál valamint a Fürdő-szigeten látott vastag falmaradványok római eredetűek. A 20. században végrehajtott ásatások azonban nem igazolták ezt a feltevést, mivel a szigeten nagyon kevés római kori követ találtak, és valószínűleg azok is máshonnan kerültek ide. Ugyanakkor lehetséges, hogy a sziget csúcsainál lehettek az átkelést segítő római kori hídfőépítmények, még ha a nyomaik el is tűntek.

### Középkor és újkor

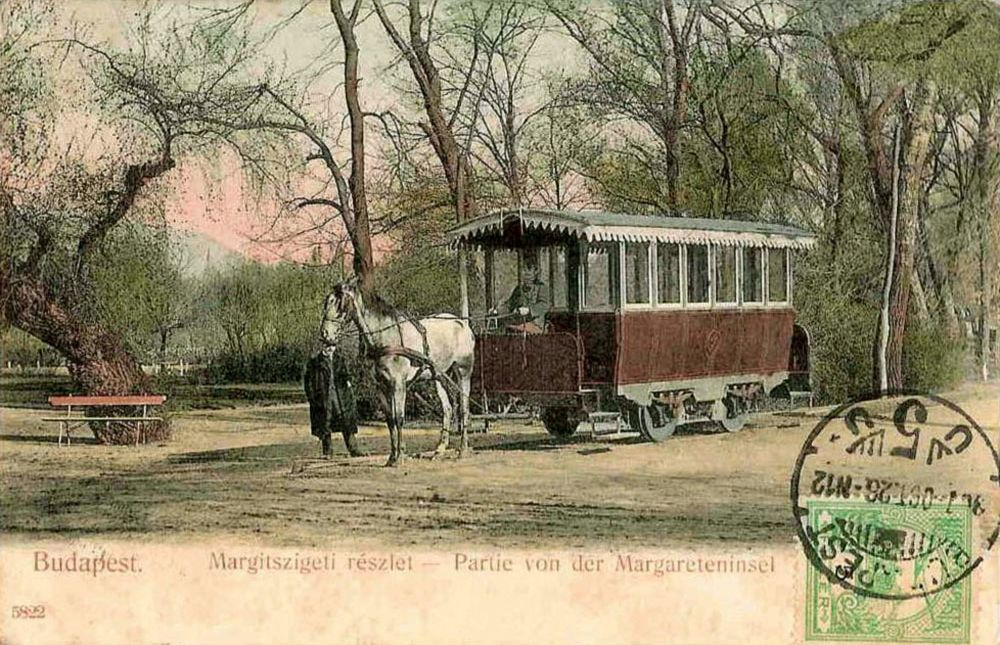
Margitszigeti lóvasút 1900 körül

A Margit-sziget a 19. századig három szigetrészből állt. A Margit-szigeten volt a Domonkos-rendi apácák kolostora, Északi végén az esztergomi érsek vára, középen a premontreiek és a ferences rendi minoriták temploma és kolostora, déli végén pedig a Szent János-lovagrend vára és ispotálya állt. 1790-ben a bécsi udvar a főherceg kezdeményezésére, birtokcsere révén Sándor Lipót főhercegnek, Magyarország nádorának adta a szigetet, aki a schönbrunni park mintájára kertészeti rendezését szorgalmazta.
A Magyar Hirmondóban 1792 őszén ez a kis hír látott napvilágot:
„Nádor-Ispány ő Fő Hertzegsége rajta van tellyes igyekezettel, hogy az ugy nevezett Sz. Margit vagy más névvel Nyul-Szigetéből eggy kies mulató hellyet formálhasson. Derekassan készülnek ugyanis benne az ő Fő Hertzegsége költségén a szép épületek és kertek; mellyek által visszanyeri ezen hely néminemüképpen elöbbeni fényességét.”

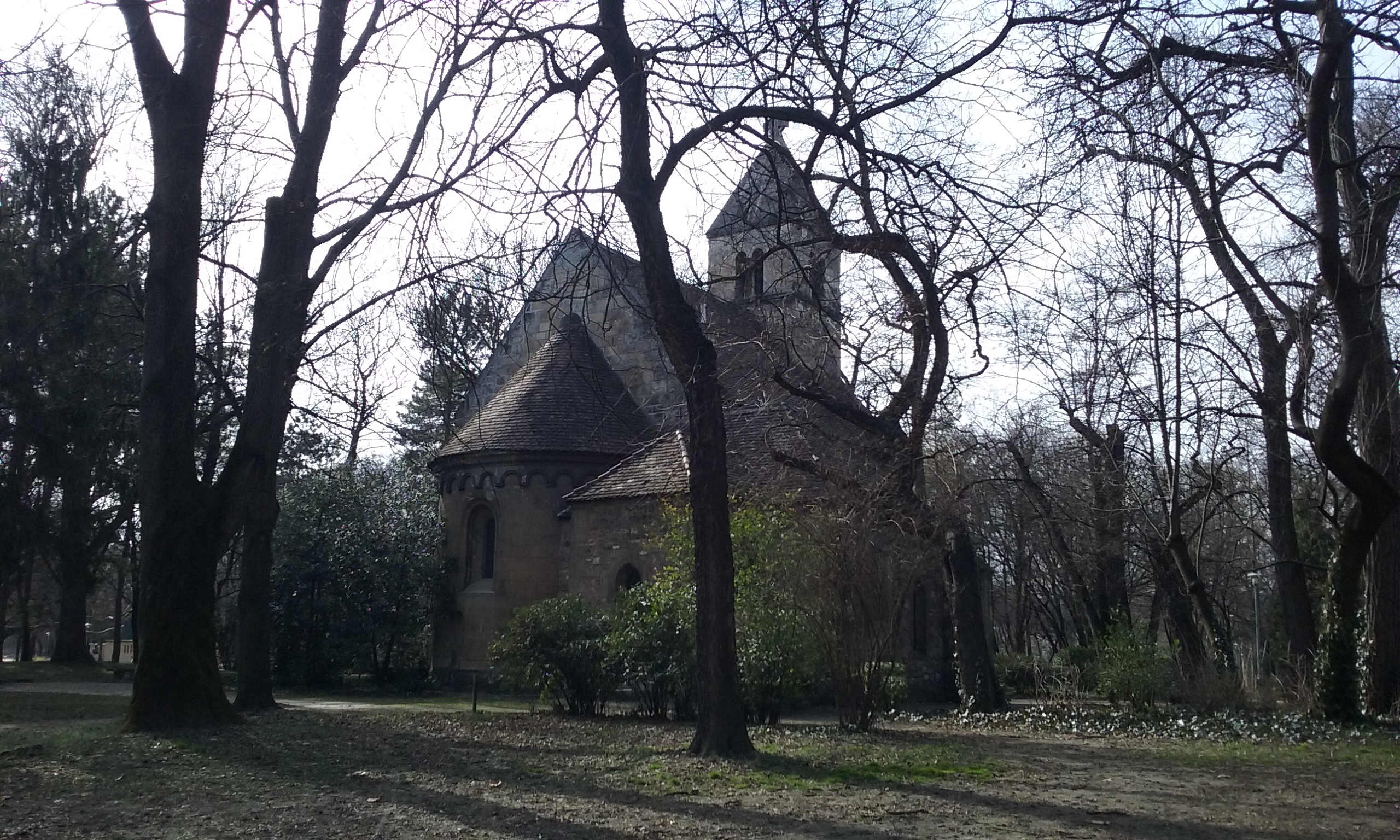
A Szent Mihály-kápolna

Sándor Lipót halála (1795) után öccse, József nádor Tost Károly királyi főkertésszel folytatta a munkát. József nádor, felesége, Alexandra Pavlovna nagyhercegnő számára a szigeten rendezett be nyaralót. 1814-ben a Napóleon császár elleni szövetség vezetői, I. Sándor cár (a nádor sógora), III. Frigyes Vilmos porosz király és I. Ferenc osztrák császár és magyar király itt találkoztak.
Az 1838-as jeges árvíz szintje mintegy 2,5 méterrel ellepte a szigetet a fiatal és középkorú telepítésekben rendkívül nagy károkat okozott, ennek látványos bizonyítéka egy ma is élő narancseperfa, ami fiatalon megdőlt és úgy fejlődött idős fává.
Széchenyi kezdeményezésére evezős és úszóversenyeket rendeznek a sziget mellett, az 1840-es években.
Az 1850-es években a Margit-sziget, Széchenyi István bizalmi emberének és belső munkatársának, Szekrényessy Józsefnek (1811–1877), /a főváros első közjegyzőjének/ kizárólagos bérleményében állt. Szekrényessy, itt a pest-budaiak számára – főként a császárfürdői bálokhoz kapcsolódóan – szigeti vigalmakat rendezett térzenével, tűzijátékkal, hangversenyekkel, lampionos nyári mulatságokkal egybekötve, hova saját építésű gőzhajójával szállíttatta a mulatni vágyó publikumot.

### A szigetek egyesítése
1866 végén Zsigmondy Vilmos bányamérnök, a hazai artézi vizek és gyógyforrások kiváló kutatója a nyugati partnál artézi kút fúrásába kezdett. 1867 májusában csaknem 1200 méter mélységből 43 fokos gyógyvíz tört fel. Erre a kútra alapozva született meg a hely fürdőszigetté fejlesztésének terve. József főherceg Ybl Miklóssal az egész szigetre kiterjedő tervet készíttetett, ebből 1873-ra elkészült a gyógyfürdő, két vendéglő, több villa, a Kisszálló, a gépház és a neoreneszánsz Nagyszálló. Ekkor alakították ki mesterségesen elhelyezett sziklák segítségével a vízesést is.

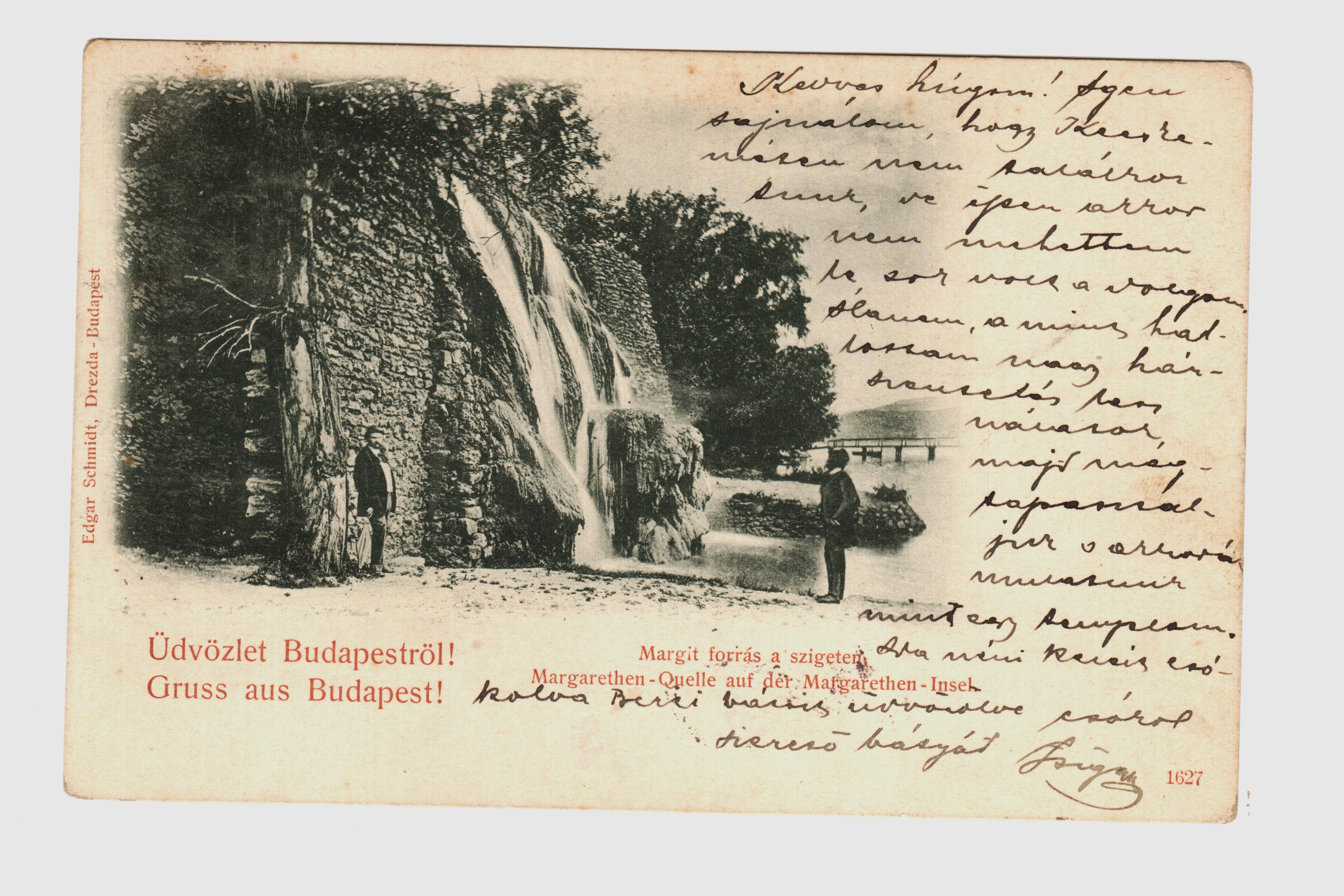
A Margit-forrás a szigeten – 1901

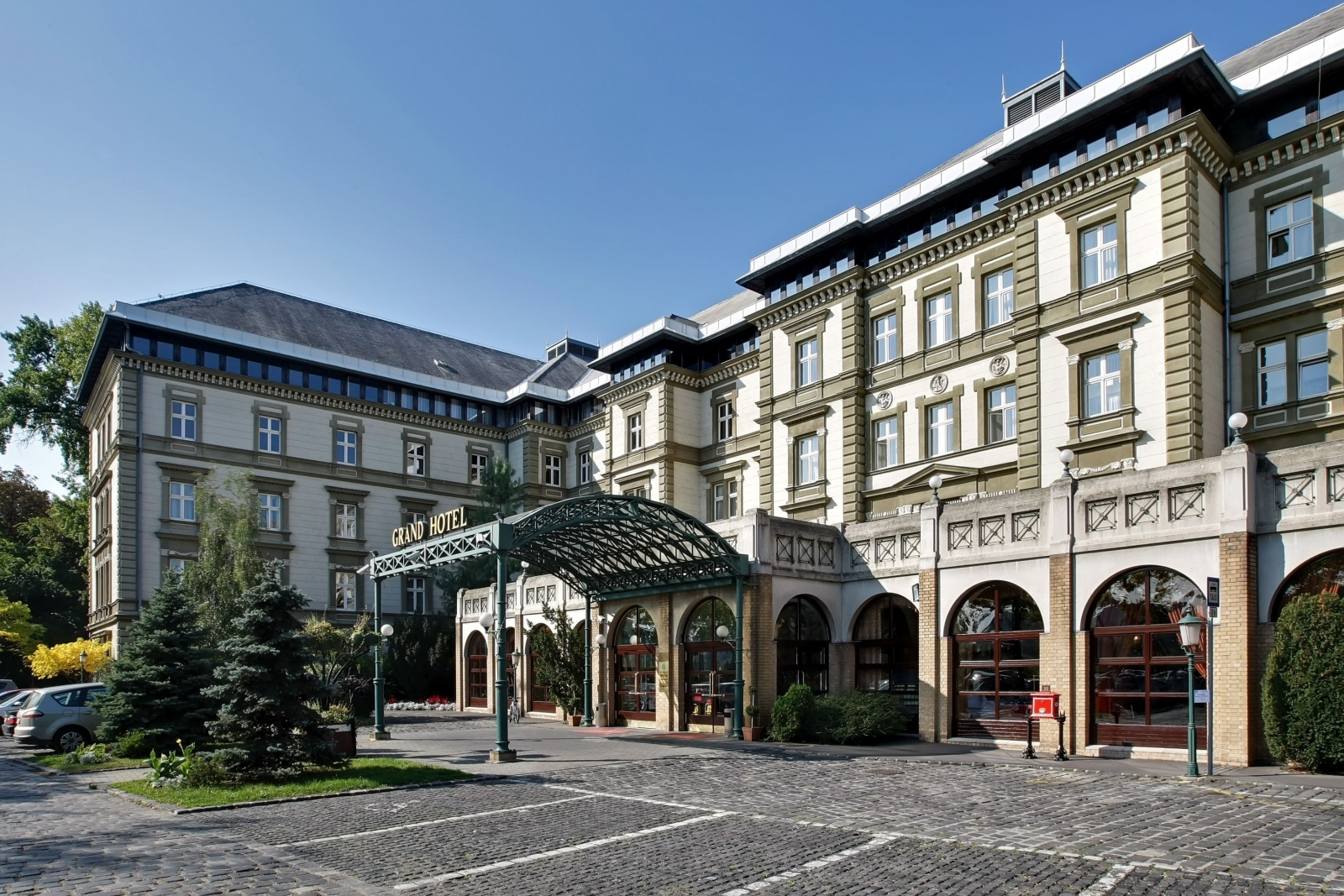
A Nagyszálló főbejárata

Egyesítette a három különálló szigetet: a Festő-szigetet, a Fürdő-szigetet, valamint a Nyulak szigetét, hogy európai hírű fürdőhelyet alakítson ki. Az árvizek rendszeresen elöntötték a területet. 1876-ban például a Vasárnapi Ujság így írt: „A szép szigeten alig van itt-ott egy kis pázsit, fehér homok borítja a talajt, néhol két lábnyi magasságban. (…) Hanem az iszap eltávolítása nagy dolgot ad. Nem is hordják el, hanem a fáktól tisztes helyeket fölszántják, hogy a homok alá kerüljön s a termőföld felszínre jusson, aztán fűmaggal vetik be. Ahol mélyebb a homok, hogysem eke bejárná, ott árkot ásnak, s a kiemelt föld helyébe a homokot teszik.”

### 20. század

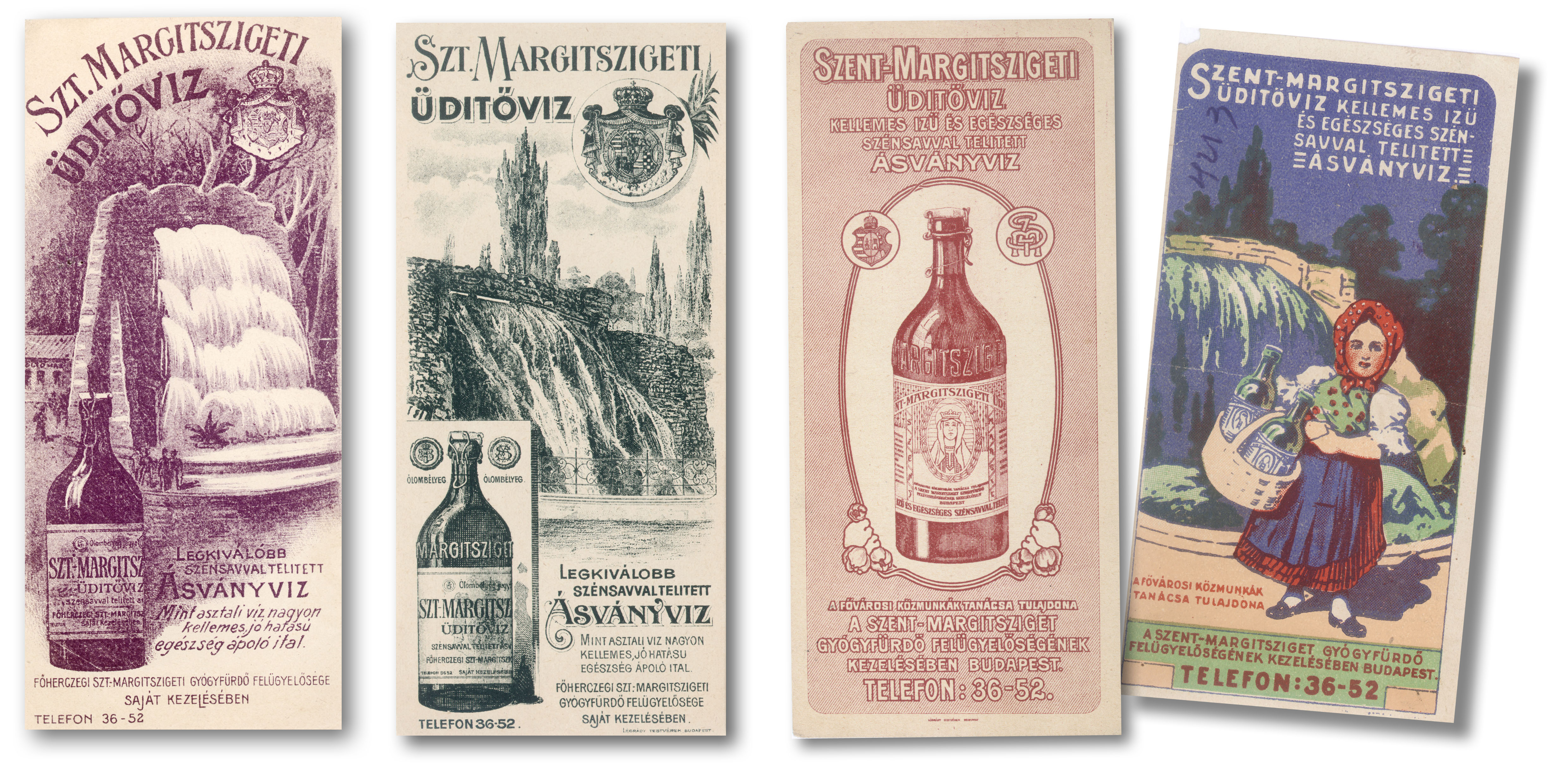
A nevezetes Margitszigeti ásványvíz 20. század eleji reklámokon

1869-től gőzhajó járt a szigetre. Rajta kivül 1900-ig csak csónakkal volt megközelíthető, ekkor épült meg a déli végén Margit híd szárnyhídja. A sziget második híd-kapcsolata az északi csücskén 1950-ben átadott Árpád híd lehajtójának megépülésével jött létre.
A Margitsziget az 1908. évi XLVIII. törvénycikk szerint a Közmunkatanács kezelésében lévő fővárosi pénzalap tulajdonába került, kivéve a sziget közepén fekvő mintegy 13 hektárt, amely országos növénykert létesítésére kincstári tulajdonba került. A törvény egyúttal végleg közkertté nyilvánította a szigetet.
A szigetre csak belépődíj megfizetése mellett lehetett bemenni, egészen 1919-ig (más források szerint: 1909-ig), amikor a Magyar Tanácsköztársaság eltörölte a belépési díjat, ezáltal a társadalom szélesebb rétegei is hozzáférhettek a sziget nyújtotta lehetőségekhez.
Az 1875-1879 között a sziget csúcsain épült árvízvédelmi osztóművek között 1913-1925 között mindkét oldalon kiépítették a sziget végleges méretéhez illeszkedő rézsűs partfalakat. A vízügyi szempontból hullámtérbe sorolt szigetet két oldalról megerősített nyári gátak védik, a nagyobb árvizek alkalmanként elöntik. A védművek eredetileg 102,5 méteres tengerszint feletti magasságát feltöltéssel 104,85 méterre emelték.
Az 1860-es években megindult lóvasút 1928-ig közlekedett. A forgalmát átvevő 26-os autóbuszjárat kisebb megszakításokkal 1932 óta szeli át a mai Schulek Frigyes sétányon át, észak-déli irányban a szigetet.

### 21. század
2015-ben megújult a Japánkert. A sziget mai arculatát a 2014-2017 között elvégzett utolsó komolyabb felújítás során nyerte el, amelynek szükségességét a több évtizedes amortizáció ártalmai mellett legfőképpen a 2017-es úszó-világbajnokság megrendezése indokolta.

## Írók, művészek és más neves személyek a szigeten
Arany János 1877-82 között minden nyarát a Margit-szigeten töltötte, egész életpályáját tekinti át, az ide kötődő, a Tölgyek alatt című versében. Kortársai, akik szintén a sziget szerelmesei: Jókai Mór, Prielle Kornélia, Lotz Károly, Kamermayer Károly, Korányi Sándor, Szarvas Gábor, Jászai Mari, Wekerle Sándor, akiket követ egy későbbi nemzedék: Bródy Sándor, Molnár Ferenc, Szép Ernő, Nagy Lajos, Krúdy Gyula és Szerb Antal, aki Budapesti útikalauz marslakók számára című művében így írt a szigetről, bevezetve Arany Jánosról írandó szakaszát: „Margitsziget. A keskeny parkban, hol jobbra is, balra is láthatja felcsillanni olykor a Dunát, a mulandóság folyamát, a szinte már túlságosan szép virágágyak között, az alsó és a felső vendéglők között, itt szoktunk gyermekek lenni és itt szoktunk megöregedni. Itt öregedett meg a pestiek legnagyobb költője, Arany János is.”

## Közösségi közlekedés
- A Göncz Árpád városközpont és a Nyugati pályaudvar között, a szigeten át közlekedik a 26-os busz, amely érinti a Szentendrei HÉV Margit híd, budai hídfő nevű megállóhelyét is. (A látogatottsághoz igazodva a téli hónapokban jellemzően ritkábban, nyáron sűrűbben követik egymást a viszonylatra kiadott buszok. A nyári hónapokban mindennap, az egyéb időszakokban hétvégén a szóló helyett csuklós járművekkel közlekedik.) 2013. augusztus 17-től a 226-os busz összeköti az Óbudai-szigettel is.
- A 4-es és a 6-os villamosok Margit hídon lévő Margitsziget / Margit híd megállójától, dél felől a szárnyhídon át gyalog lehet megközelíteni a szigetet.
- Az Árpád hídon áthaladó 34-es és 106-os buszjárat megáll a sziget északi bejárójánál.
- A szigeten saját sétajárat is üzemel „Margitszigeti Sétajárat” avagy „Kisvonat” névvel, mely három kétpótkocsis turistaszállító járműszerelvényből áll. A vontatójármű egy átépített UAZ–451-es típusú kisteherautó (más források a forgalmi rendszáma alapján YAX-980-nak nevezik[21]), amelyen két üléssor van, a két tandempótkocsin öt-öt üléssor található. A sétajárat a Centenáriumi emlékmű és a Zenélő kút között közlekedik a nyári időszakban.[22]

Korábban a 134-es busz végállomása is a szigeten volt, illetve a szigeten áthaladt a Nyugati tértől közlekedő 234-es, mely hétvégente a nyári időszakban kapcsolatot biztosított a III. kerület és a Margitsziget, valamint a belváros között.

## Sport és szabadidő

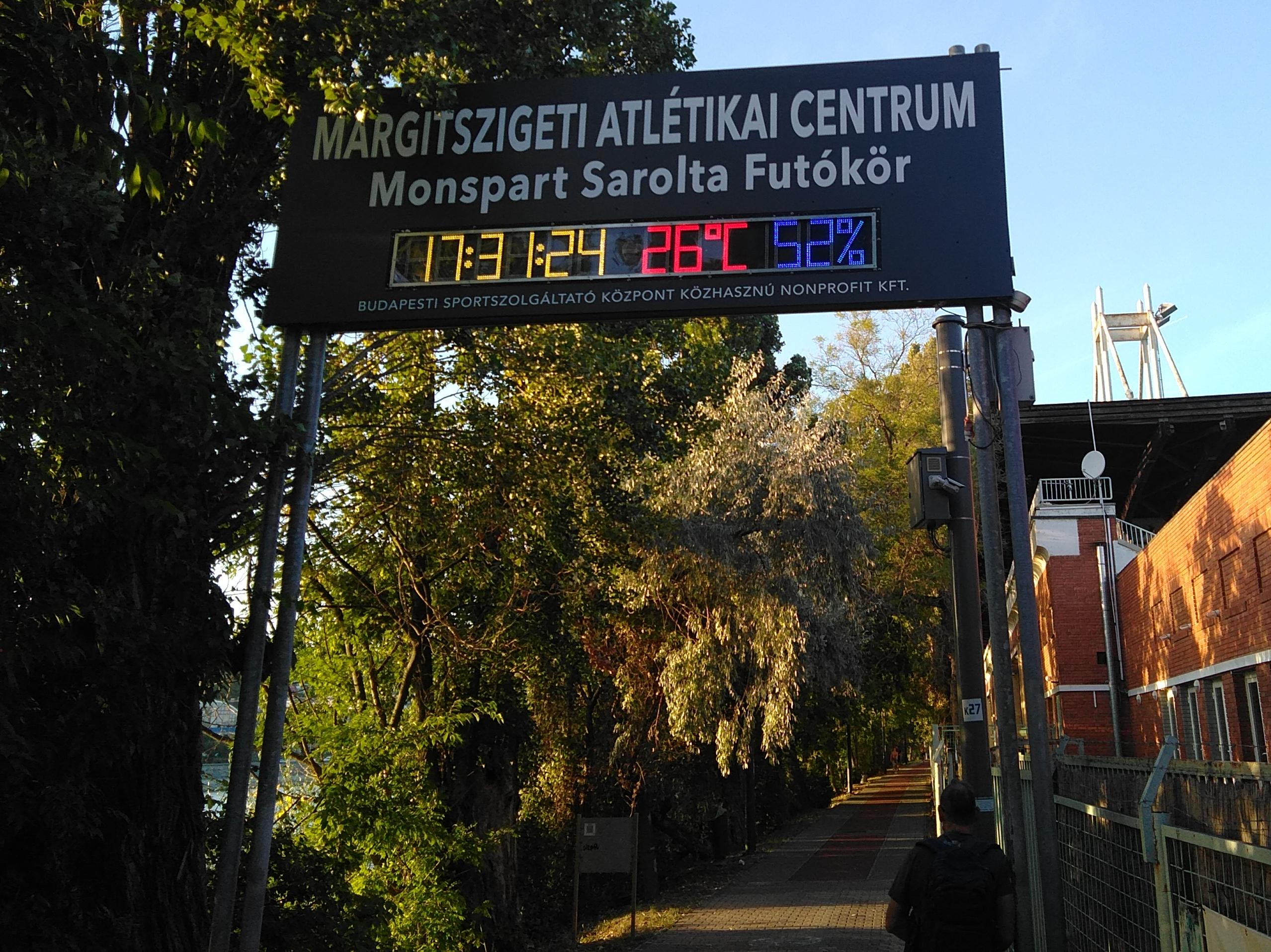
A futókör tájékoztató kijelzője az Atlétikai Centrum mellett

- Monspart Sarolta Futókör: a sziget parti sétányain kiépített 5,35 km hosszú, rekortán borítású futókör, amely népszerű mind minősége, mind kedvező fekvése miatt. A futás útvonala magába foglalja a Palatinus Strandfürdőt, a Hajós Alfréd Sportuszodát, elhalad a Margitszigeti Atlétikai Centrum mellett, majd a Margit híd alatt elfutva átér a sziget pesti oldalára. Ezen az oldalon is ismert látnivalók mellett fut, mint a Kisállatkert vagy a Grand Hotel. 2021-ben nevezték el Monspart Sarolta világbajnok tájfutóról.[23]
- A szökőkút közelében található a Srí Csinmoj-békemérföldkő is. Az 1993-as Világbékefutás alkalmából a Sri Chinmoy International Peace Blossoms program kapcsán emlékkövet helyeztek el a Hajós Alfréd Nemzeti Sportuszoda bejáratával szemben.

## Fontosabb létesítmények és látnivalók a szigeten
- Domonkos rendi kolostorromok, Szent Margit sírja. Minden év január 18-hoz közel eső vasárnapon szabadtéri ünnepi szentmise helyszíne
- Premontrei konvent
- Ferences rendi kolostorromok
- Iharos Sándor Margitszigeti Atlétikai Centrum (eredetileg Úttörő Stadion)
- Palatinus Strandfürdő (nevét a nádor latin elnevezéséből kapta, a sziget egykori nevére emlékezve). 1919-ben nyílt meg, 1937-ben megnagyobbították. Tervezője id. Janáky István volt. A Palatinus nagymedencéje a második világháború előtt a legnagyobb európai medence volt.
- Nemzeti Sportuszoda. Hajós Alfréd tervei alapján épült, 1930-ban nyílt meg. 1937-ben készült el a nyitott vízipóló-medencéje.
- Víztorony. 1911-ben épült az akkor forradalminak számító vasbeton-technológiával, Zielinski Szilárd tervei szerint.
- Japánkert. 2014. szeptember 17-én adták át a felújított kertet.[24][25]
- Thermal Hotel Margitsziget[halott link]
- Grand Hotel Margitsziget[26]
- Szabadtéri színpad. 1938–1939 között épült.
- Zenélő kút (Bodor Péter székely mechanikus, ezermester, marosvásárhelyi alkotásának másolata)
- Zenélő szökőkút

## Galéria

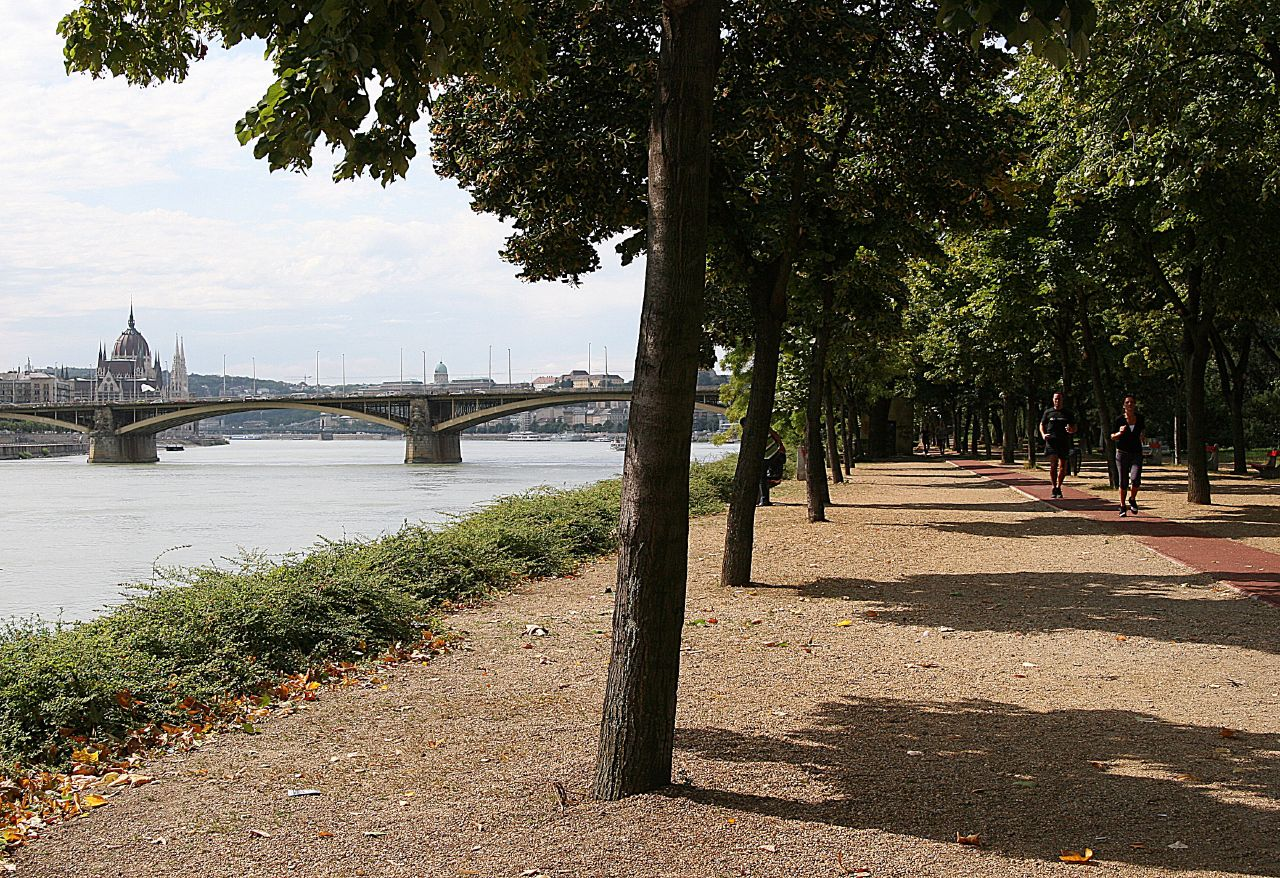
A futókör részlete
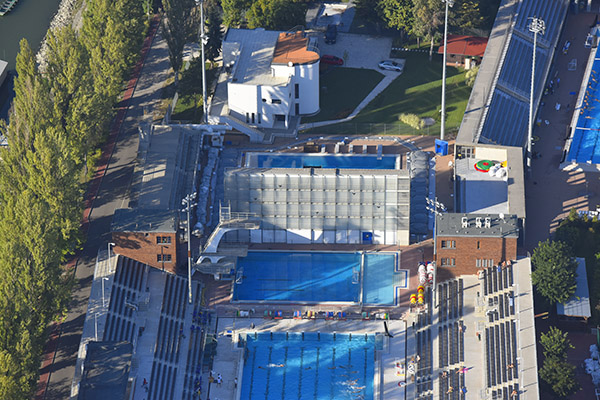
A sportuszoda a levegőből
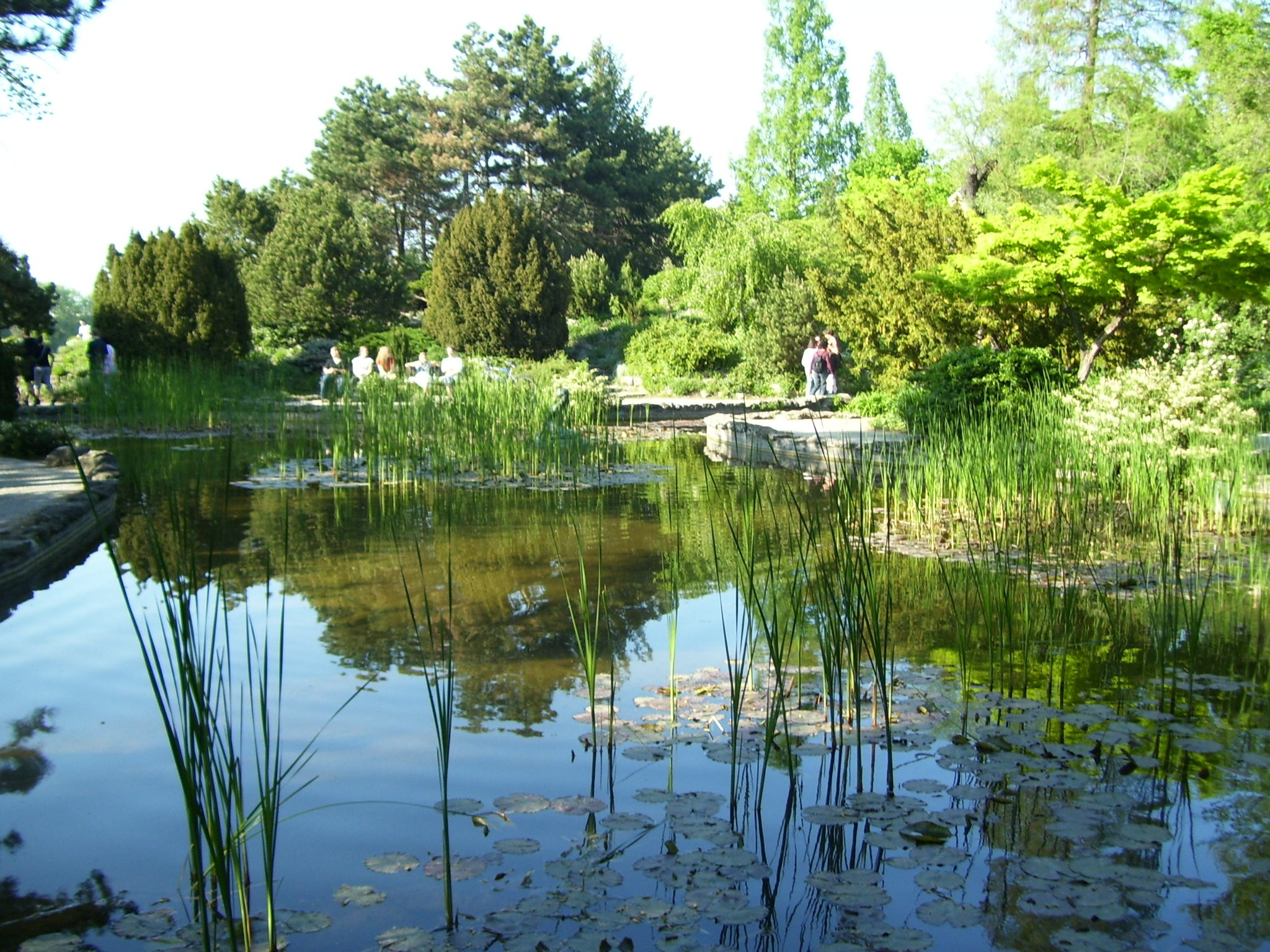
Japánkert
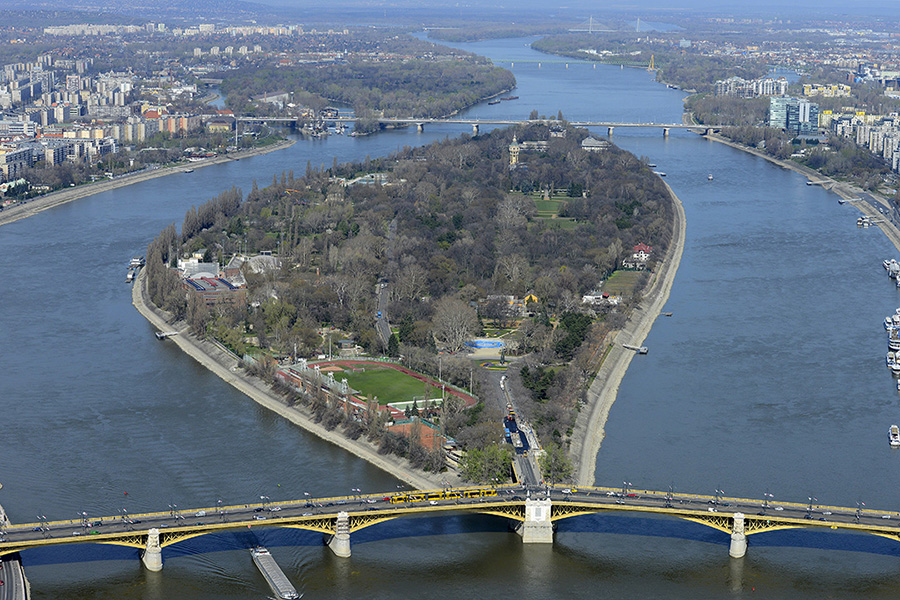
A Margit-sziget madártávlatból